# Astragalus hamosus
Astragalus hamosus es una especie de planta herbácea perteneciente a la familia de las leguminosas. Es una planta cosmopolita que se encuentra en todo el mundo.

## Descripción
Es una planta herbácea de ciclo anual que vive en los campos de secano y prados terofíticos. Se ramifica desde la base pero las ramas quedan aplicadas al suelo. Las hojas tienen muchos folíolos, pero hay menos y son más pequeñas que en Astragalus boeticus. Las flores son de color blanco, aparecen agrupadas en el extremo de un pedúnculo. Los frutos caracterizan perfectamente esta especie ya que están fuertemente curvados, son parecidos a unos anzuelos de pescar. Florece en la primavera.

## Distribución y hábitat
Es una planta herbácea anual que se encuentra en los pastizales mediterráneos; y climas mediterráneos y en la zona de transición del Sahara; en los pastizales. Se distribuye por:
- África en: Argelia, Islas Canarias, Egipto, Libia, Madeira, Marruecos, Túnez
- Asia en: Armenia, Azerbaiyán, Irán, Irak, Pakistán, Rusia y Turkmenistán.
- Australia
- Europa en: Albania, Islas Baleares, Bulgaria, Córcega, Creta, la antigua Yugoslavia, Francia Gran Bretaña, Grecia, Hungría, Italia, Malta, Portugal, Rumania, Rusia, Cerdeña, Sicilia, España, Turquía y Ucrania.
- Oriente Medio en: Chipre, Israel, Jordania, Kuwait, Líbano, Omán, Catar, Arabia Saudita, Siria y Emiratos Árabes Unidos.
- América del Norte en : Estados Unidos

## Taxonomía
Astragalus hamosus fue descrita por  Carlos Linneo y publicado en Species Plantarum 2: 758. 1753.
Etimología
Astragalus: nombre genérico derivado del griego clásico άστράγαλος y luego del Latín astrăgălus aplicado ya en la antigüedad, entre otras cosas, a algunas plantas de la familia Fabaceae, debido a la forma cúbica de sus semillas parecidas a un hueso del pie.
hamosus: epíteto
Citología
Números cromosomáticos de Astragalus hamosus  (Fam. Leguminosae) y táxones infraespecificos: 2n=44: 2n=32,34,40,44: 2n=48
Sinonimia
| - Ankylobus hamosus (L.) Steven - Astragalus aegyptiacus Mill. - Astragalus ancistron Pomel - Astragalus arnoceras Bunge - Astragalus brachyceras Ledeb. - Astragalus buceras Willd. - Astragalus dorcoceras Bunge - Astragalus embergeri Jahand. & al | - Astragalus oncocarpus Pomel - Astragalus paui Pau - Astragalus stribrnyi Velen. - Astragalus taeckholmianus Oppenh. - Astragalus volubilitanus Braun-Blanq. & Maire - Hamosa astragalus Medik. - Tragacantha brachyceras (Ledeb.) Kuntze - Tragacantha buceras (Willd.) Kuntze - Tragacantha hamosa (L.) Kuntze |

## Nombres comunes
- Castellano: anzuelos, hedisaro, securidaca menor.[8]